# Józef Ozimiński
Józef Ozimiński (ur. 6 grudnia 1874 w Łęczycy, zm. 8 lipca 1945 w Warszawie) – polski skrzypek i dyrygent, pedagog.

## Życiorys

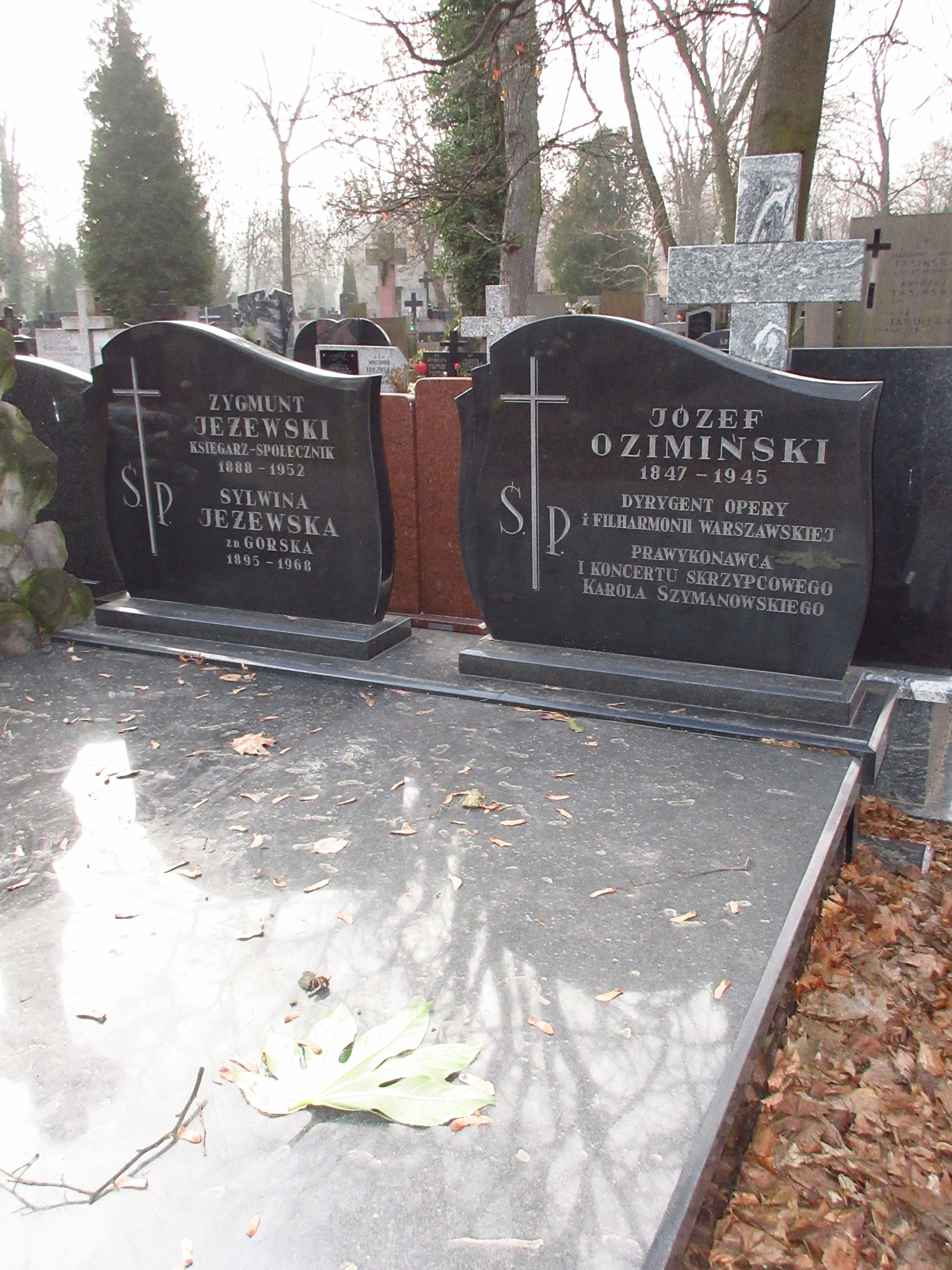
Grób Józefa Ozimińskiego na cmentarzu Bródnowskim

W latach 1909–1939 był pierwszym dyrygentem Filharmonii Warszawskiej, a Warszawiakom był znany jako dyrygujący orkiestrze grającej w Dolinie Szwajcarskiej. Był popularyzatorem muzyki poważnej, w 1935 zaangażował się w organizowanie poranków symfonicznych w Filharmonii. Równolegle piastował stanowisko dyrektora Warszawskiej Szkoły Muzycznej im. Mieczysława Karłowicza. W latach 1938–1939 dyrektor Filharmonii Warszawskiej. 
W 1935 był członkiem jury I Międzynarodowego Konkursu Skrzypcowego im. Henryka Wieniawskiego w Warszawie i dyrygentem w II etapie konkursu. 
Zmarł w 1945, pochowany na cmentarzu Bródnowskim (kwatera 27A-1-1).

## Odznaczenia
- Złoty Krzyż Zasługi (30 stycznia 1930)[3].